# Martha Farah
Martha Julia Farah (* 30. August 1955 in New York City) ist eine kognitive Neurowissenschaftlerin an der University of Pennsylvania. Sie beschäftigt sich mit den kognitiven, sozialen und Entwicklungsneurowissenschaften, insbesondere mit den Auswirkungen des sozioökonomischen Status auf die Entwicklung des Gehirns und mit den ethischen, rechtlichen und gesellschaftlichen Implikationen der Neurowissenschaften.

## Werdegang
1977 erlangte Farah den Bachelor of Science in Metallurgie und Materialwissenschaft am Massachusetts Institute of Technology. Im selben Jahr bekam sie auch den Bachelor in Philosophie.
Im Jahre 1983 erhielt sie den Doktortitel in experimentelle Psychologie von der Harvard-Universität. Im selben Jahr noch unterrichtete sie bis 1985 Neuropsychologie am MIT und der Boston University School of Medicine.

### Frühere Arbeit
Am Anfang ihrer Karriere konzentrierte sie sich darauf, die neuronalen Grundlagen des Sehens, des Gedächtnisses und die ausführenden Funktionen im menschlichen Gehirn zu verstehen. In ihrem Buch Visual Agnosia: Disorders of Object Recognition and What They Tell Us about Normal Vision aus dem Jahre 1990 gibt Farah nicht nur eine umfassende Analyse darüber, wie kognitive Neurowissenschaften visuelle Wahrnehmungsstörungen untersuchen können, sondern stellte auch etliche Fragen zur visuellen Wahrnehmung, mit denen sich die nächsten zwei Jahrzehnte die kognitive neurowissenschaftliche Forschung befasste. Zu diesen Fragen gehört zum Beispiel, ob die Geometrie von Gesichtern anders dargestellt sind als andere Objekte, ob es orthografiespezifische Gehirnsysteme gibt, wie sie sich entwickeln könnten und ob „Lebewesen“ eine besondere Kategorie für das visuelle und/oder semantische System bilden. Ihre Forschung beinhaltete dabei ein bemerkenswertes Maß an Arbeitsteilung mit spezialisierten Systemen für verschiedene Kategorien von Stimuli und Arten von Informationen und wurde in The Cognitive Neuroscience of Vision (Wiley-Blackwell, 2000) und in der zweiten Ausgabe von Visual Agnosia (MIT Press, 2004) zusammengetragen.
Martha J. Farah gehörte auch zu den ersten Informationsverarbeitungspsychologen, die ab den frühen 1980er Jahren das Verhalten neurologischer Patienten nutzten, um kognitive Theorien zu testen. Die damals vorherrschende Vorstellung unter Wissenschaftlern war, dass der Geist wie eine Computersoftware und das Gehirn wie die Hardware sei; Software würde „kognitive“ Phänomene wie Gedächtnis, Problemlösung und Informationsverarbeitung erklären. Von neuropsychologischen Methoden wurde daher in der Kognitionswissenschaft abgeraten, da es schwierig ist, Programme eines Computers zu verstehen, wenn man die Auswirkungen von Hardwäre-„Läsionen“ betrachtet. Dies gilt jedoch nicht für alle Computerarchitekturen, sondern nur bestimmte Arten. Einer von Farahs Beiträgen beinhaltete es, parallel verteilte Verarbeitungsmodelle für neuropsychologische Beeinträchtigungen zu entwickeln.

### Aktueller Fokus
Aktuell liegt Farahs Forschungsschwerpunkt auf Fragestellungen, die an der Schnittstelle zwischen kognitiver Neurowissenschaft und der realen Welt liegen. So untersucht sie die gesellschaftlichen Auswirkungen der Funktionsweise unseres Gehirns und befasst sich mit der Wechselwirkung zwischen Armut und Gehirnentwicklung. Sie war eine der Gründerinnen der International Neuroethics Society im Jahr 2006. Ebenso stand sie auf der Liste der besonderen Gäste, die zur Bilderberg-Konferenz im Mai 2008 eingeladen wurden. Im August 2009 wurde sie zur Direktorin des Zentrums für Neurowissenschaften und Gesellschaft an der University of Pennsylvania ernannt. Martha Farah ist seit November 2010 Mitglied des Board of Directors der Society for Social Neuroscience.

## Schriften (Auswahl)
- M. J. Farah: Is visual imagery really visual? Overlooked evidence from neuropsychology. In: Psychol Rev. Band 95, Nr. 3, Jul 1988, S. 307–317. doi:10.1037/0033-295x.95.3.307.
- M. J. Farah, J. W. Tanaka, H. M. Drain: What causes the face inversion effect? In: Journal of Experimental Psychology. Band 21, Nr. 3, 1995, S. 628.
- M. J. Farah, K. D. Wilson, M. Drain, J. N. Tanaka: What is" special" about face perception? In: Psychological review. Band 105, Nr. 3, 1998, S. 482.
- Visual agnosia. 2. Auflage. MIT Press 2004, ISBN 0-262-56203-0.
- D. A. Hackman, M. J. Farah: Socioeconomic status and the developing brain. In: Trends Cogn Sci. Band 13, Nr. 2, Feb 2009, S. 65–73. doi:10.1016/j.tics.2008.11.003.
- R. A. Poldrack, M. J. Farah: Progress and challenges in probing the human brain. In: Nature. Band 526, Nr. 7573, 2015, S. 371–379, doi:10.1038/nature15692.